# Hawaiian Paradise Park
Hawaiian Paradise Park är en stad i Hawaii County, Hawaii, USA med cirka 7 051 invånare (2000). Den har enligt United States Census Bureau en area på totalt 39,4 km².